# Huub Maas
Huub Maas (Roosendaal, 1970) es un deportista neerlandés que compitió en duatlón. Ganó una medalla en el Campeonato Mundial de Duatlón de 2000, y tres medallas en el Campeonato Mundial de Duatlón de Larga Distancia entre los años 2001 y 2003.

## Palmarés internacional
| Campeonato Mundial | Campeonato Mundial | Campeonato Mundial | Campeonato Mundial |
| Año                | Lugar              | Medalla            | Prueba             |
| ------------------ | ------------------ | ------------------ | ------------------ |
| 2000               | Calais ( Francia)  | Medalla de bronce  | Individual         |

| Campeonato Mundial | Campeonato Mundial     | Campeonato Mundial | Campeonato Mundial |
| Año                | Lugar                  | Medalla            | Prueba             |
| ------------------ | ---------------------- | ------------------ | ------------------ |
| 2001               | Venray ( Países Bajos) | Medalla de bronce  | Individual         |
| 2002               | Weyer ( Austria)       | Medalla de oro     | Individual         |
| 2003               | Zofingen ( Suiza)      | Medalla de bronce  | Individual         |